# Uc de la Bachellerie
Uc de la Bachellerie (Uc de la Bacalaria en occitan) est un troubadour né à La Bachellerie près d'Uzerche en Corrèze et contemporain du célèbre Gaucelm Faidit.